# Castillo de Cirat
El castillo de Cirat, en la comarca del Alto Mijares, en la provincia de Castellón (Comunidad Valenciana, España), es el nombre con el que se conocen las ruinas de un castillo que se encuentra en un promontorio situado sobre el barranco de las Salinas, del mencionado municipio de Cirat. Este castillo, de origen árabe, está catalogado, como todo castillo, por declaración genérica, como Bien de interés cultural, presentando anotación ministerial R-I-51-0011252 del 20 de diciembre de 2004.

## Historia
Se trata de un castillo de origen musulmán, que perteneció al rey moro de Valencia Zayd Abu Zayd, mientras mantuvo el territorio en su poder. Pese a que el castillo fue donado por este monarca musulmán al obispo de Segorbe, la donación quedó sin efecto, ya que el día 17 de febrero de 1247 se da lugar a la donación del mismo al arzobispo de Tarragona. Su datación podría hacerse entre los siglos XII-XIII.
La zona era de población  morisca hasta la expulsión de esta en 1609. Y el castillo formaba parte de una red de fortificaciones defensivas que se extendían a lo largo del curso del río Mijares.
En 1628 el rey  Felipe IV creó el condado de Cirat, el cual estaba formado por el municipio de Cirat y las aldeas de El Tormo y Pandiel, que pasó a manos de Bernat de Vilarig Carroz y Pardo de la Casta.
Debido a su situación estratégica, tuvo cierta relevancia durante las guerras carlistas.

## Descripción
El castillo presenta dos recintos aunque no son fácilmente diferenciados, por la irregularidad de su planta. Los restos permiten observar lo que en su tiempo debió ser una torre semicircular, así como diferentes lienzos de muralla, los cuales se encuentran situados en la parte más vulnerable del recinto, puesto que el resto del castillo utilizaba las características orográficas del terreno para obtener unas excelentes defensas naturales. Como en prácticamente todos los castillos, en este se distinguen los restos de lo que es su tiempo fue un aljibe, actualmente sin cubierta, pero en el que se observan los arranques de la bóveda, así como sus paredes impermeabilizadas.
También existen restos de una estructura rectangular, formada con bloques regulares, que por ahora es de uso desconocido; así como cerámicas de características y fábrica musulmanas.